# Radialkolbenpumpe

Radialkolbenpumpe innen beaufschlagt

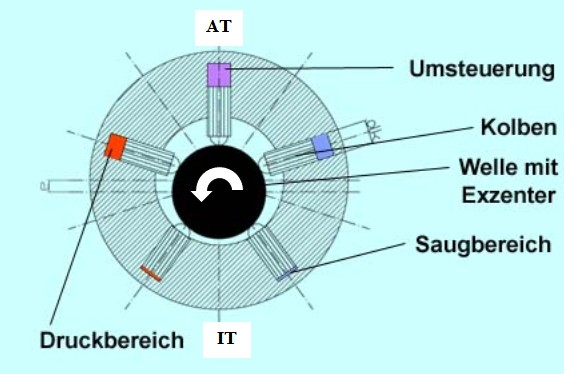
Radialkolbenpumpe außen beaufschlagt

Eine Radialkolbenpumpe ist ein Element der Fluidtechnik. Bei dieser Pumpe sind die Arbeitskolben im Gegensatz zu der Axialkolbenpumpe radial und senkrecht zur Antriebswelle angeordnet. Die Förder- bzw. Hubbewegung jedes einzelnen Arbeitskolbens/Verdrängers wird durch einen auf der Pumpenwelle befindlichen Exzenter oder einen außen liegenden Exzenter hervorgerufen.
Wird der Arbeitsraum der Zylinder von „innen“ (z. B. über eine Hohlwelle) befüllt, so spricht man von einer innen beaufschlagten (aber außen abgestützten) Radialkolbenpumpe. Wenn der Arbeitsraum von „außen“ befüllt wird, spricht man von einer außen beaufschlagten Radialkolbenpumpe (aber innen abgestützt).

## Funktionsweise
Für die Funktionsweise soll die Bewegung eines einzelnen Arbeitskolbens anhand der innen beaufschlagten Pumpe näher betrachtet werden:
 Der äußere Ring, an dem sich die Arbeitskolben abstützen, befindet sich in exzentrischer Lage zu der Hohlwelle in der Mitte. Durch die Höhe der Exzentrizität wird das Maß des Arbeitskolbenhubes bestimmt.
 Der Arbeitskolben fängt im Inneren Totpunkt (IT) mit dem Saugvorgang an. Nach einem Drehwinkel von 180° ist dieser beendet und der Arbeitskolbenraum mit dem zu fördernden Medium gefüllt. Nun befindet sich der Arbeitskolben im Äußeren Totpunkt (AT). Ab diesem Punkt fördert der Arbeitskolben das vorher angesaugte Medium in den Druckkanal der Pumpe.

## Eigenschaften
Diese Bauart von Kolbenpumpen zeichnet sich durch folgende Vorteile aus:
- günstige Wirkungsgrade
- hohe Lastdrücke (bis 1000 bar)
- geringe Hochdruckpulsation (aufgrund des kleinen Totvolumens im Kolbenraum)
- sehr hohe Last bei niedrigsten Drehzahlen aufgrund Hydrostatik möglich
- keine axial wirkenden Triebwerkskräfte auf das Antriebslager
- hohe Lebensdauer

Nachteilig sind die radial größeren Abmessungen im Vergleich zur Axialkolbenpumpe, die jedoch durch die kürzere axiale Bauform kompensiert werden können.

## Anwendungen
Aufgrund der hydrostatischen Lagerung ist es möglich, dass die Pumpen verschiedene Druckübertragungsmedien fördern. So können neben Mineralölen weiterhin Sonderflüssigkeiten wie beispielsweise HFA, HFC, HFD oder Bohremulsion gefördert werden.
Daraus ergeben sich folgende Einsatzgebiete der Radialkolbenpumpen:
- Werkzeugmaschinen (z. B. Fördern von Kühlschmierstoffen, hydraulische Betätigungseinrichtungen)
- Aggregatebau (z. B. für Überlastsicherung von Pressen)
- Prüfstandsbau
- Fahrzeugbereich (z. B. Automatikgetriebe, hydraulische Fahrwerksniveauregelung in der Oberklasse)
- Kunststoffspritzguss- und Druckgussmaschinen
- Windkraftanlagen